# Liste der Backsteinbauwerke der Gotik in der Schweiz
▶ Backsteinbauwerke der Gotik – Übersicht
– siehe auch frühmittelalterliche und romanische Backsteinbauten in der Schweiz –
Die Liste der gotischen Backsteinbauwerke in der Schweiz ist Teil des Listen- und Kartenwerks Backsteinbauwerke der Gotik, in dem der gesamte europäische Bestand dieser Bauwerke möglichst vollständig aufgeführt ist. Aufgenommen sind nur Bauten, an denen der Backstein irgendwo zutage tritt oder, bei geschlämmten Oberflächen, wenigstens die Backsteinstruktur von Mauerwerk erkennbar ist.
Benutzungsinformationen:

Bei einigen Gebäuden ist unter „(CC)“ die zugehörige Bildersammlung in Wikimedia Commons verlinkt.

Anzahl: Die Liste umfasst 7 Objekte.

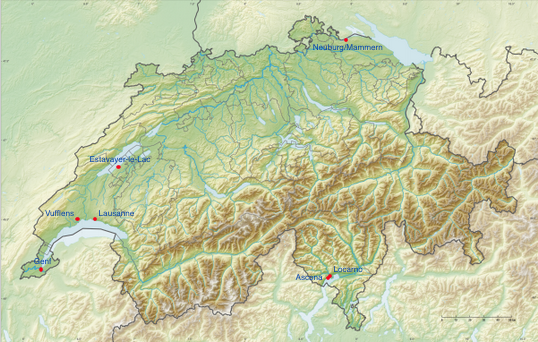
Screenshot der interaktiven Verteilungskarte, mit Ortsnamen

| Ort                       | Bauwerk                                     | Bauzeit     | Anmerkungen                                                   | Foto |
| ------------------------- | ------------------------------------------- | ----------- | ------------------------------------------------------------- | ---- |
| Ascona, Tessin            | Kirche Santa Maria della Misericordia       | 1488        | Sims und gemauerte Spitze des Turms                           |      |
| Estavayer-le-Lac          | Château de Chenaux (CC)                     | 15. Jh.     | Zwei runde Ecktürme und ein Tortorm aus Backstein             |      |
| Genf                      | Temple (Prot. Kirche) de Saint-Gervais (CC) | 1436        | Obergaden der Basilika aus Backstein                          |      |
| Lausanne                  | Château Saint-Maire                         | 1400–1430   | Obergeschoss aus Backstein                                    |      |
| Locarno, Tessin           | Castello Visconteo                          | 12.–16. Jh. | zum Hof aus Backstein, an Fensterlaibungen sichtbar           |      |
| Mammern, Thurgau          | Ruine Neuburg                               | ab 13. Jh.  | Zinnen und Reste der Wachstube auf dem Turm; 1745 abgebrochen |      |
| Vufflens-le-Château, Vaud | Château de Vufflens                         | 15. Jh.     |                                                               |      |